# Pištec skvrnitý
Pištec skvrnitý (Rhagologus leucostigma) je druh pěvce pocházející z Nové Guineje. Jde o jediného zástupce čeledi Rhagologidae.

## Systematika
Pištce skvrnitého prvně popsal italský přírodovědec Tommaso Salvadori, a sice pod původním vědeckým jménem Pachycephala leucostigma. Za popisnou autoritu rodu Rhagologus jsou pokládáni Stresemann & Paludan (1934). Pištec skvrnitý byl tradičně řazen do čeledi pištcovitých (Pachycephalidae), jež však představovala nepřirozenou skupinu a molekulární fylogenetika přispěla k jejímu výraznému přeuspořádání. Rod Rhagologus v současném systému vystupuje jakožto samostatná čeleď Rhagologidae, jež spadá mimo „okleštěné“ pištcovité, a sice v rámci kladu korvidních zpěvných Malaconotoidea. Konkrétní příbuzenské vztahy s ostatními čeleděmi však zůstávají sporné. Formální popis čeledi Rhagologidae poskytli Schodde & Christidis (2014).
Pištec skvrnitý se může dělit až do třech poddruhů, přičemž všechny jsou endemitní na Nové Guineji:
- R. l. leucostigma (Salvadori, 1876) – poloostrov Ptačí hlava;
- R. l. novus Rand, 1940 – pohoří Weyland a Nassau na západě ostrova;
- R. l. obscurus Rand, 1940 – pohoří ve středu a na jihovýchodě ostrova a na poloostrově Huon.

## Charakteristika
Pištec skvrnitý dosahuje velikosti 15 až 16,5 cm a tělesné hmotnosti 24–29 g. Obecně jej lze popsat jako středně velkého pěvce s vejčitým tělem, zaoblenými křídly, krátkými končetinami, krátkým krkem a přiměřeně dlouhým, rovným a na konci hákovitým zobákem.
Zbarvení se obecně pohybuje v nenápadných hnědých a šedých odstínech, hřbet zdobí proužky, zatímco spodek těla je kropenatý. Samice je pestřejší nežli samec, s výraznějším vzorováním a rezavějšími odstíny na tváři, okrajích křídel a ocasu. Duhovka je hnědá, zobák černý a končetiny břidlicově modré.

## Chování
Pištec skvrnitý představuje relativně málo probádaný druh ptáka. Jeho domovinou jsou především níže položené horské lesy ostrova Nová Guinea, typicky v nadmořské výšce nad 1 500 m, vzácně až do 2 900 m. Pohybuje se především v nižších a středních stromových patrech, někdy v korunách stromů, kde pátrá po plodech a hmyzu. Ozývá se hlasitou směsicí různých tónů, jež se podobají zpěvu drozdů. Šálkovité hnízdo si tito ptáci budují asi 4 metry od země, jeho vnější průměr činí asi 13–14 cm. Na vnější stranu hnízda mohou zakomponovat různé mechorosty, jež slouží jako maskování. Snůška činí jediné vejce, informace o dalším vývoji vajec a mláďat zůstávají neznámé.

## Ohrožení
Mezinárodní svaz ochrany přírody (IUCN) hodnotí pištce skvrnitého ve svém vyhodnocení stavu ohrožení z roku 2017 jako málo dotčený druh. Celková velikost populace nebyla kvantifikována, populační trend však IUCN považuje za stabilní.